# Etienne-Louis Malus
Étienne Louis Malus (Parijs, 23 juli 1775 - aldaar, 24 februari 1812) was een Franse natuurkundige. Hij ontdekte de polarisatie van licht. Hij is een van de 72 Fransen wier namen in reliëf op de Eiffeltoren zijn aangebracht.

## Links
- Wet van Malus